# Зірка Великого хреста Залізного хреста

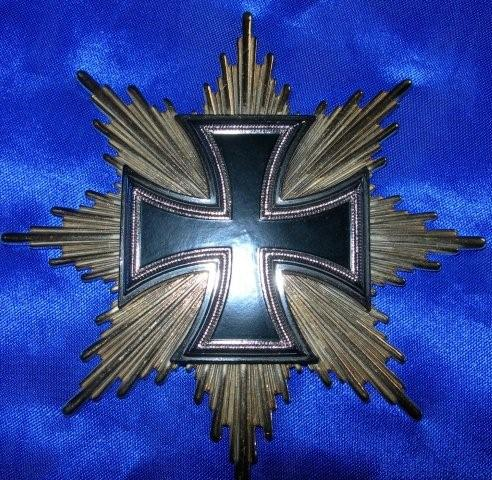
Зірка Блюхера (копія).

Зірка Великого хреста Залізного хреста  (Stern zum Großkreuz des Eisernen Kreuzes) — найвища військова нагорода Королівства Пруссії та Німецької імперії. Зірка вважалася старшою нагородою до Великого хреста Залізного хреста. 
Ця нагорода вручалася тільки два рази, з інтервалом у 103 роки. Кавалерами стали генерал-фельдмаршали Гебхард фон Блюхер (26 липня 1815) і  Пауль фон Гінденбург (12 березня 1918).
Альтернативні назви нагороди — Велика зірка Залізного хреста (нім. Grosse Stern des Eisernen Kreuzes), Залізний хрест із золотими променями (нім. Eiserne Kreuz mit goldenen Strahlen). Зірка зразка 1813 року також називалась «Зірка Блюхера» (нім. Blücherstern), а Зірка зразка 1914 року — «Зірка Гінеденбурга» (нім. Hindenburgstern).

## Історія нагороди
Зірка Великого хреста Залізного хреста призначалася для найвидатніших генералів, які вчинили небувалий  подвиг задля слави німецької держави, і були раніше нагороджені Великим хрестом Залізного хреста.
Заснування під час Наполеонівських воєн найвищого, виняткового класу Залізного хреста було викликано необхідністю відзначити видатні заслуги провідного полководця Пруссії генерал-фельдмаршала Гебхарда фон Блюхера, який до цього часу вже мав Великий хрест Залізного хреста. Так 4 грудня 1815 року з'явилася Велика зірка Залізного хреста. Блюхер був нагороджений цим орденом 26 липня 1815 року, в ознаменування перемоги над французами при Ватерлоо.
По завершенні кампанії в Європі нагороджень Залізним хрестом більше не проводилося - він так і залишився нагородою часів наполеонівських воєн.
Про подальшу долю «Зірки Блюхера» не все зрозуміло. За однією версією в 1820 році, після смерті Блюхера, його зірка загинула в пожежі в замку Крібловіц. У сімействі Блюхера зберігається автентична копія цієї зірки. З книги «Європейські ордена в Росії» наводиться інша версія долі нагород. За наведеними там відомостями Зірка і Великий Хрест, що належали Блюхеру, зберігаються в московському державному історичному музеї і надійшли туди в 1946 році з Берлінського Цойхгаузу згідно з компенсаційною реституцією.
Відбулося в роки Першої світової війни друге (і останнє) в історії Залізного хреста нагородження «Зіркою Блюхера». Її 12 березня 1918 року одержав генерал-фельдмаршал Пауль фон Гінденбург.
За часів нацистської Німеччини, в разі перемоги, Зірку Великого хреста в новому оформленні, повинні були вручити найуспішнішому німецькому генералу Другої світової війни. Але оскільки в 1945 році Німеччина була переможена, ця нагорода так і не була вручена. Єдиний відомий екземпляр дослідного зразка цієї нагороди сьогодні знаходиться в колекції Академії Вест-Пойнт у США.

## Статут нагороди

### Підстави для нагородження
Зіркою Великого хреста Залізного хреста можуть бути нагороджені командувачі армій тільки за перемогу у вирішальній битві, після якої ворог повинен залишити свої позиції, за взяття важливою фортеці або за тривалу оборону фортеці, яка так і не буде взята ворогом і раніше нагороджені Великим хрестом Залізного хреста.

### Порядок носіння
Зірка Великого хреста Залізного хреста носиться на лівій стороні грудей під колодкою з іншими нагородами.

### Місце в ієрархії нагород
Найвища бойова нагорода королівства Пруссія, а пізніше і всієї Німецької імперії, призначена для нагородження великих воєначальників.

## Опис
Зірка Великого хреста Залізного хреста зразка 1813 року. Зірка Великого хреста Залізного Хреста мала вигляд золотої восьмипроменевої зірки, на яку зверху було накладено стандартний Залізний хрест 1-го класу. Зірка має розміри 77 х 77 мм., маса — 52,60 гр., Золото, срібло. Можливо, були й шиті версії нагороди. 
Зірка Великого хреста Залізного хреста зразка 1914 року виготовлена зі срібла і мала форму позолоченою восьмикутної зірки з накладеним зверху Залізним Хрестом 1-го класу зразка 1914 року. Кріплення було виконано у формі золотої шпильки.
Зірка Великого хреста Залізного хреста зразка 1939 року являє собою золоту восьмипроменеву зірку, на яку зверху накладено Залізний хрест 1-го ступеня, зразка 1939 року.
На реверсі кожної версії зірки була вертикальна шпилька для кріплення нагороди.

## Галерея

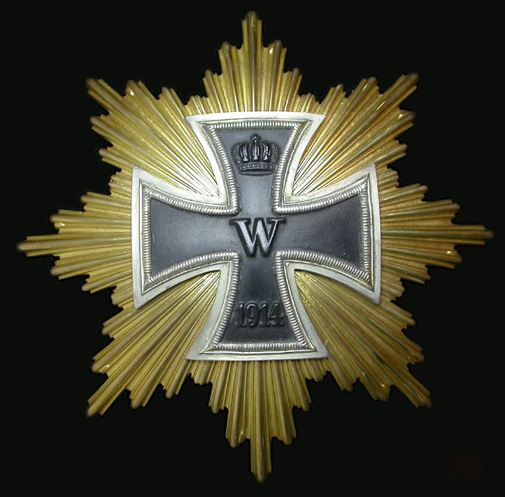
Зірка Гінденбурга.
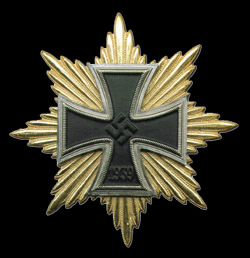
Зірка зразка 1939 року.
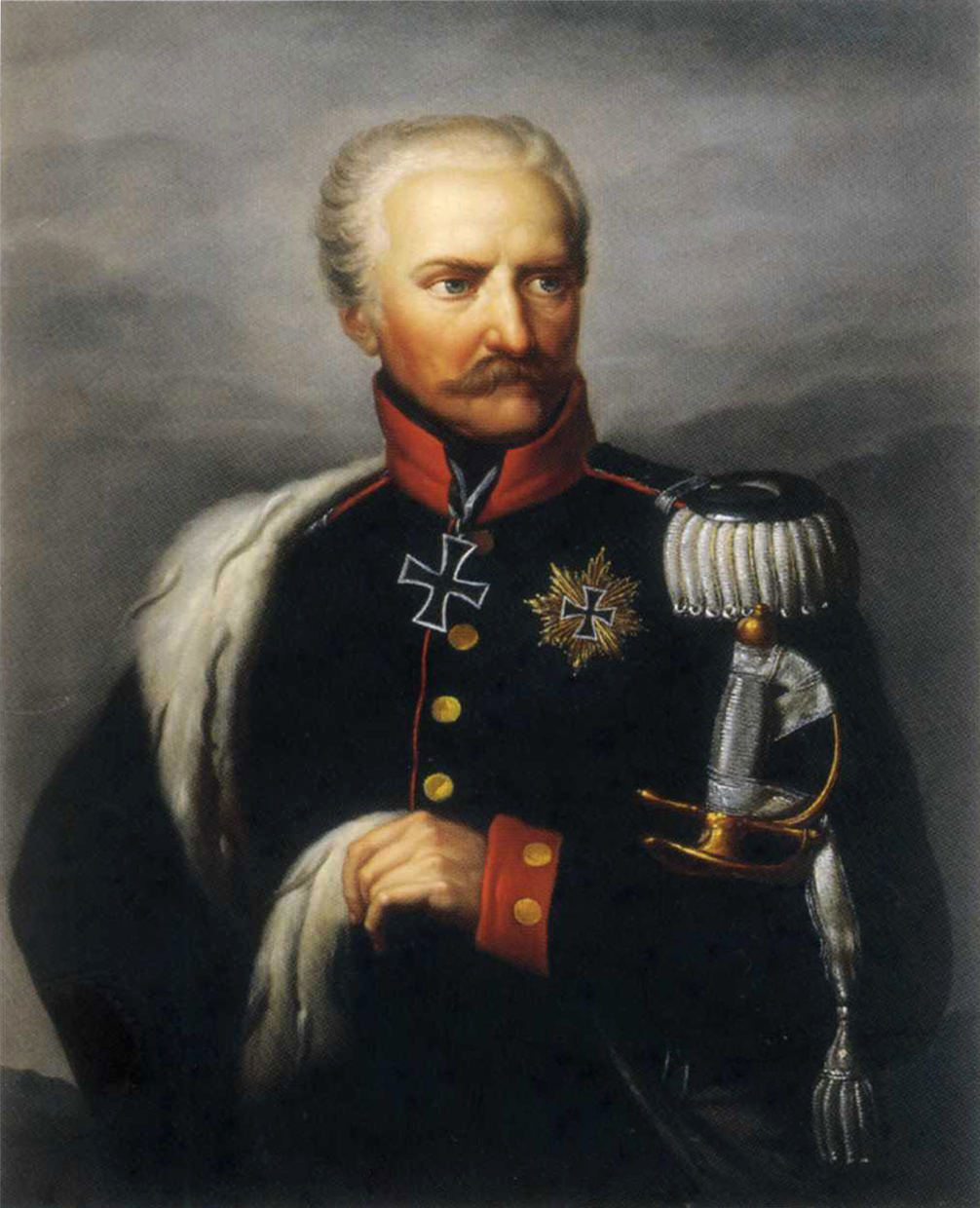
Гебхард фон Блюхер із Великим хрестом Залізного хреста та зіркою.
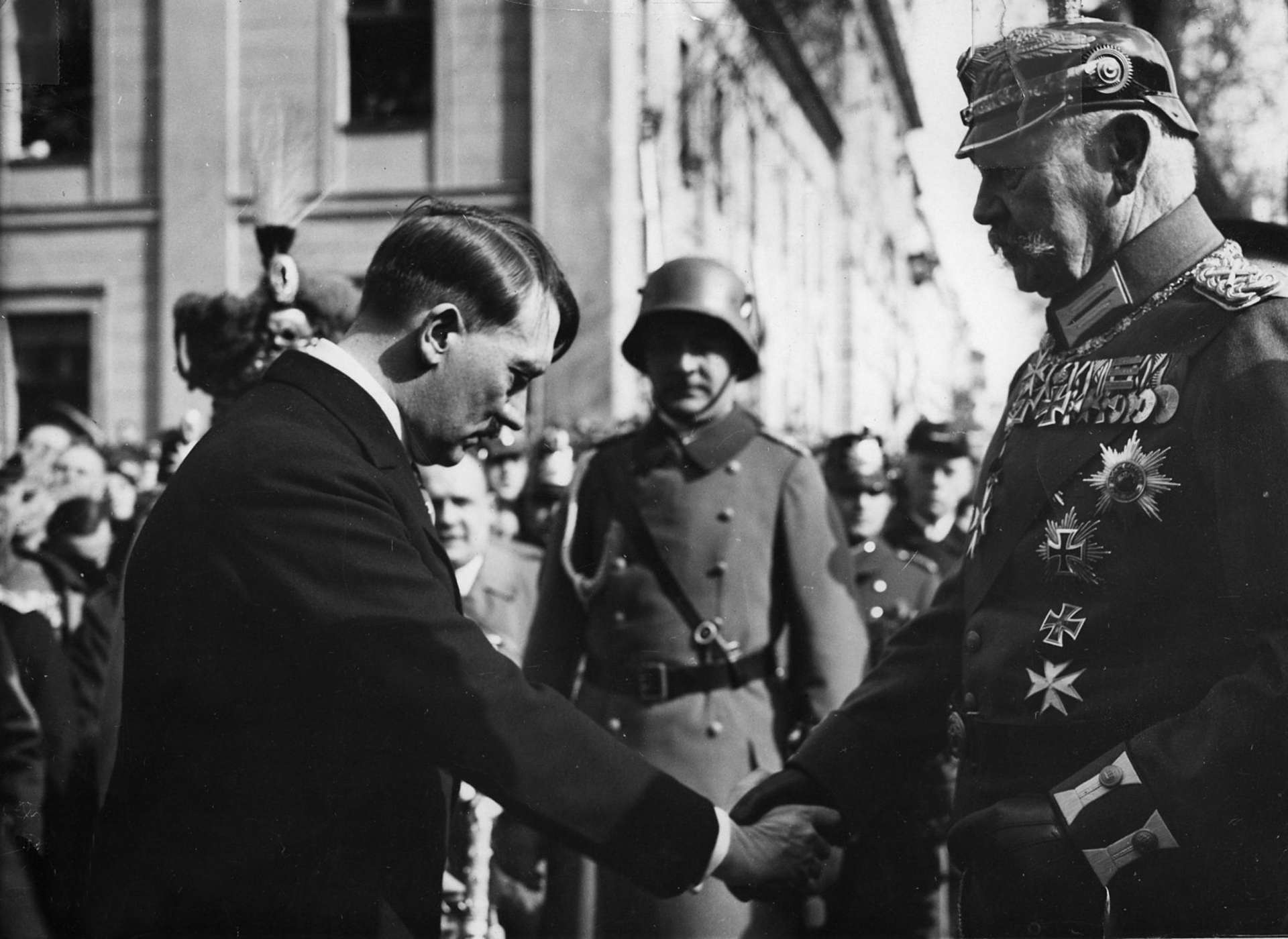
Пауль фон Гінденбург (праворуч) і Адольф Гітлер (Потсдам, 21 березня 1933). На грудях Гінденбурга — Зірка зразка 1914 року.